# Gideon Szaár
Gideon Szaár (héberül: גדעון סער, Tel-Aviv, 1966. december 9. –) izraeli jogász, politikus, a Kneszet tagja (2003–2014, 2019–2020), az Új Remény – Egység Izraelért párt alapító elnöke (2020-tól).

## Életpályája
1966-ban született Tel-Avivban, anyja buharai származású tanárnő, apja Argentínából bevándorolt gyermekorvos, aki abban a kibucban dolgozott, ahol Dávid Ben-Gúrión visszavonulva lakott. Tinédzserként csatlakozott az ultranacionalista Tehija mozgalomhoz, amely – az 1979-es egyiptomi–izraeli békemegállapodás után – a Sínai-félszigeten lévő zsidó telepek evakuálása ellen tiltakozott. A hadseregben hírszerzőtisztként szolgált, majd a Tel-Avivi Egyetemen politológiát és jogot tanult. Újságírókét és ügyvédként dolgozott, 1995-ben pedig a főügyész tanácsadója lett.
Benjámín Netanjáhú – az első kormányzásának utolsó hónapjaiban – miniszterelnöki kabinettitkárrá nevezte ki (1999), majd ugyanezt a posztot töltötte be Aríél Sárón alatt is 2001 és 2002 között. 2003-ban beválasztottak a Kneszetbe, melynek 2006 és 2009 között alelnöke volt. Netanjáhú kormányában előbb megkapta az oktatási tárcát (2009), 2013 márciusában pedig belügyminiszter lett.
2014-ben – családi okokra hivatkozva – lemondott miniszteri posztjáról és képviselői mandátumáról is, de pár év szünet után, 2017-ben visszatért a politikába, azzal a szándékkal, hogy megszerezze a Likud elnöki pozícióját. 2019-ben ismét mandátumot szerzett, s még abban az évben kihívta Netanjáhút a Likudon belüli kormányfőjelölti választáson, melyet elvesztett. 2020-ban – sorban a második sikertelen kormányalakítással végződő választás után – pártvezetői választást követelt, de ismételten alulmaradt Netanjáhúval szemben, majd az év végén kilépett a pártból és új pártot alapított Új Remény – Egység Izraelért néven. A 2021-es választásokon a párt hat helyet szerzett.
2021 júniusában igazságügyi miniszter lett Naftáli Benet kormányában.